# Kozak System
Kozak System («Козак Систем») — украинская рок-группа, играющая в стиле фолк-панк. Создана в 2012 году в Киеве музыкантами, вышедшими из состава группы «Гайдамаки».

## История группы

### «Шабля»
В 2012 году в результате изменения состава украинского рок-коллектива «Гайдамаки» появляется группа Kozak System, вокалистом которой становится Иван Леньо. В состав группы входят только бывшие участники «Гайдамаки». 20 мая 2012 года в Тернополе группа даёт свой первый концерт. Эту дату музыканты считают днем рождения группы. Первый студийный альбом «Шабля» они презентуют в ноябре 2012 года в сотрудничестве со многими известными украинскими исполнителями, поэтами и музыкантами: Сашком Положинским, Катей Chilly, Сергеем Жаданом, Андреем Середой, Дмитрием Лазуткиным и Юрием Издрыком. Группа выпускает два видеоклипа на песни «Шабля» и «Така спокуслива». Последняя также становится частью саундтрека к сериалу «Последний москаль».
В 2013 году музыканты активно гастролируют по всему миру. Помимо многочисленных выступлений в Украине, Польше и Германии, Kozak System дают концерты на Днях Украины в Великобритании и на сцене Przystanek Woodstock в Польше.

### Участие в Евромайдане
В начале зимы 2013 года Kozak System вместе со многими украинскими музыкантами активно поддерживали Евромайдан, выступали на сцене в Киеве, проводили концерты по Украине и сами непосредственно участвовали в «революции достоинства». С подачи фронтмена группы Ивана Леньо появляется песня «Брат за брата» на слова Александра Положинского, ставшая неофициальным революционным гимном. В ночь на 1 декабря на песню был снят импровизированный видеоклип, в котором приняли участие Kozak System и множество известных украинских музыкантов. Студийные кадры с исполнителями в студии звукозаписи чередовались с видеозаписью протестов на Евромайдане.
Kozak System проводили много времени на прямых трансляциях с Майдана, и давали многочисленные интервью на польском языке для СМИ. 22 января 2014 польским издательством Lou Rocked Boys был опубликован видеоклип на песню «Брат за брата» в исполнении Kozak System вместе с польской группой Enej.

### «Пісні самонаведення»
В 2014 году вышел альбом «Пісні самонаведення», соавтором которого является Тарас Чубай. В альбоме объединены украинская этника, роковая мелодика и регги. Такую идею подал гитарист Владимир Шерстюк. В альбоме доминируют песни на казацкую тематику, также присутствуют тексты известных украинских поэтов Кости Москальца и Богдана Игоря-Антонича.

### «Живи і люби»
Третий альбом Kozak System был выпущен в марте 2015 года, и получил название «Живи і Люби» (польская версия называется «Kochaj i Żyj»). Альбом был представлен во время концерта в киевском клубе «Atlas».
30 марта фанаты киевского «Динамо» приглашают Kozak System вместе с «ВВ», «СКАЙ» и «Океаном Эльзы» для выступления в честь чемпионства клуба на стадионе «Олимпийский». Летом группа представляет Украину на международном музыкальном фестивале в Польше «Oświęcim LIFE Festival», на котором выступают вместе с UB40, Сhris De Burgh, Lemon и другими исполнителями, а также на чешском фестивале TRUTNOFF, где дают концерт на одной сцене вместе с Prodigy, The Subways и Matisyahu.
В 2015 году польские СМИ называют Kozak System самой известной украинской группой, а песню «Kochaj i Żyj», записанную в соавторстве с польским коллективом Red Lips, безусловным хитом, который оказался в тройке наилучших польских треков года. Начиная с 6 ноября группа проводит тур «НАШ МАНІФЕСТ», во время которого музыканты посещают множество больших украинских городов.
На новогоднюю ночь польским телевизионным каналом TVN группа была приглашена с концертом в Краков на FUNtastyczny Sylwester. На шоу пришло посмотреть более 150 тысяч жителей и гостей города. 5 марта вместе с польской группой Enej музыканты на сцене киевского клуба Sentrum с аншлагом проводят концерт «WARSZAWA—КИЇВ». Одновременно группа Kozak System занимается различной волонтёрской и благотворительной деятельностью: ездят с концертами на Восток Украины, становятся волонтёрами центра помощи онкобольным детям.

### «Не моя»
12 ноября 2016 года в киевском клубе «Atlas» группа презентует мини-альбом «Не моя», который состоит из 5 треков: сингл «Не моя», 2 ремикса на него, «Basta» на слова Юрия Издрыка и обновленная версия песни «Сніг». 22 марта 2017 года на церемонии вручения премии «Селекція» от радиостанции «Джем FM» сингл «Не моя» побеждает в номинации «Сингл года». В этом же месяце выходит новый сингл «Мій друг» в сотрудничестве с Сашком Положинским и Ярмаком.
Во время конкурса Eurovision-2017, который проходил в Киеве, Kozak System отыгрывают масштабный концерт на Хрещатике в Eurovision village. Во время летних выступлений музыканты посещают Соединённые Штаты Америки, Канаду, Польшу, Германию, Ирландию и Великобританию. 16 января 2018 группа заявила о своём намерении участвовать в Национальном отборе на Евровидение. С песней «Mamai» на слова Николая Бровченко группа попала в полуфинал, однако в финал не прошла.
Презентация нового альбома группы «Не моя», в которую вошли 8 композиций, состоялась 30 марта в столичном клубе «Atlas». Видео с текстом песни «Не моя» по состоянию на 2019 год преодолела отметку в 3,5 миллионов просмотров на YouTube.

### «Закохані злодії»
В феврале 2019 года группа презентует новый клип «Холодного січня». Также становится известно, что в скором времени в свет выйдет пятый альбом Kozak System «Закохані злодії». Первым опубликованным треком из данного альбома стала композиция «Досить сумних пісень».

## Состав группы
- Иван Леньо — вокал, аккордеон, клавишные
- Александр Демьяненко — гитара, мандолина
- Владимир Шерстюк — бас-гитара
- Сергей Соловий — труба, клавишные
- Сергей Борисенко — ударные

## Дискография

### Студийные альбомы
- «Шабля» (2012)
- «Живи і люби» (2015)
- «Не моя» (2018)
- «Закохані злодії» (2020)

### Совместные альбомы
- «Пісні самонаведення» (2014) — Kozak System и Тарас Чубай

## Видеоклипы
| Год  | Название песни                                      | Режиссёр(ы)                       | Альбом                 |
| ---- | --------------------------------------------------- | --------------------------------- | ---------------------- |
| 2012 | «Шабля»                                             | Сергей Тахмазов                   | «Шабля»                |
| 2012 | «Така Спокуслива»                                   | Тарас Дронь                       | «Шабля»                |
| 2012 | «Гей, Іване»                                        | фан-відео                         | «Шабля»                |
| 2014 | «Брат за брата» feat Enej & Maleo Reggae Rockers    | Mateusz Winkiel                   |                        |
| 2014 | «Не було і от»                                      | Юрій Морозов                      | «Живи і Люби»          |
| 2014 | «Повертайся живим» feat Сёстры Тельнюк              |                                   |                        |
| 2014 | «Сни»                                               | Юрій Морозов                      | «Живи і Люби»          |
| 2015 | «Битим склом»                                       | Ахтэм Сейтаблаев                  | «Живи і Люби»          |
| 2015 | «На#уй маніфест»                                    | Сергей Соловий                    | «Живи і Люби»          |
| 2015 | «Коли вона»                                         | Влад Разиховский                  | «Живи і Люби»          |
| 2016 | «Криза С. В.»                                       | Сергей Соловий                    | «Живи і Люби»          |
| 2016 | «Не Моя»                                            | Віктор Придувалов                 | «Не Моя»               |
| 2017 | «Мій Друг»                                          | Сергей Соловий                    | «Не Моя»               |
| 2017 | «У осені очі твої»                                  | Дмитрий Манифест                  | «Не Моя»               |
| 2018 | «Я віддам»                                          | Алексей Сигалов                   | «Не Моя»               |
| 2018 | «Фарисейська»                                       | Богдан Савлюк                     |                        |
| 2018 | «Подай зброю»                                       | Глеб Бабич, Константин Михайлов   |                        |
| 2018 | «Така, як літо»                                     | Виталій Климов                    |                        |
| 2018 | «Мости»                                             | Сергей Соловий                    | «Не Моя»               |
| 2019 | «Холодного січня»                                   | Александр Шкрабак, Сергей Соловий | «Не Моя»               |
| 2019 | «Досить сумних пісень»                              | Влад Разиховский                  | «Закохані Злодії»      |
| 2019 | «На Маленькій Планеті» (lyric-video)                | Костянтин Михайлов                | «Закохані Злодії»      |
| 2020 | «Повінь»                                            | Виктор Прыдувалов                 | «Закохані Злодії»      |
| 2020 | «Яbosh сваіх» (lyric-video)                         | Сергий Соловий                    | -                      |
| 2020 | «Героям» feat. Без Обмежень & СКАЙ & Артур Данієлян | Артем Григорян                    | -                      |
| 2021 | «Танцюєш»                                           | Виктор Прыдувалов                 | «Земля. Вітер. Вогонь» |
| 2021 | «Хто як не ти»                                      | Camera & post prisma_force        | «Земля. Вітер. Вогонь» |
| 2021 | «5 хвилин»                                          | Виктория Квитка, Глиб Широчкин    | «Земля. Вітер. Вогонь» |
| 2022 | «Три слова»                                         | Виктория Квитка, Глиб Широчкин    | «Земля. Вітер. Вогонь» |